# XHDTV-TDT
XHDTV-TDT es la estación de televisión afiliada a Milenio Televisión en San Diego, California, Estados Unidos. La estación está autorizada a Tecate, Baja California, México; sus estudios se encuentran en San Diego. La estación es operada por Entravision Communications Corporation. La estación que lleva en su mayoría: Noticias, Deportes y programas de opinión. XHDTV, como un organismo de radiodifusión televisiva con licencia en México, no está cubierto bajo las normas de la Federal Communications Comission (FCC) que permita llevar la estación. A pesar de la sigla distintiva, XHDTV tiene una señal de televisión digital de alta definición. Actualmente, ningún proveedor de cable o satélite del área tiene acceso a cualquier versión de alta definición de la señal de XHDTV. XHDTV se llega a ver en el canal 21 para la señal digital.

## Historia
XHDTV-TV salió al aire, el 1 de noviembre de 1999, como XHUPN-TV (o "XUPN"), teniendo en cuenta que la programación de UPN se quitó de su afiliado de área anterior, KUSI-TV (canal 51). En el ínterin, la programación de UPN se prestó a San Diego a través de cable por KCOP-TV Los Ángeles. Cuando XHUPN salió al aire, pidió el área de San Diego a los proveedores de cable para colocar KCOP desde sus alineaciones y XHUPN aprobó el apodo "UPN 13".
Con la fusión de The WB y UPN (anunuciado para su anterior afiliado a The CW: KSWB-TV Canal 5 Cable/69 Terrestre), XHUPN debía convertirse en un afiliado de la cadena en español, llamada: TeleFutura, dejando a su estación medio-hermana KUVI-DT (Estación propiedad de Univision, y también afiliada a UPN, Que en su principio estaba esperando a afiliarse con The CW.). Había quitado el logotipo de UPN 13 y la estación llamó simplemente "Canal 13"; a continuación, más tarde, "TV 13". Esta misma práctica de dejar de colocar las marcas de logotipos de UPN había convertido en común en las estaciones de propiedad de News Corporation debido a la desaparición pendiente de UPN. No mucho después de que XHUPN reciba la afiliación de MyNetwork TV,cambió sus llamadas a la actual XHDTV. La programación de UPN en XHDTV terminó el 4 de septiembre, con la excepción de WWE Friday Night SmackDown, que emitió en la tarde el viernes y sábado temprano después de la medianoche, durante las dos semanas anteriores a la puesta en marcha de The CW.
El 8 de septiembre de 2018, XHDTV deja de emitir la programación de MyNetwork TV y de igual manera, programación en inglés ya que empezó a transmitir la señal de Milenio Televisión con noticias desde la Ciudad de México.

## Televisión digital terrestre (TDT)
XHDTV tiene previsto mantener el canal analógico 49 en operación después de fin las emisiones analógicas de alta potencia de los Estados Unidos. XHDTV-DT iniciará transmisiones en el canal 47, no más tarde del 17 de febrero de 2009 [cita requerida]. Mediante el uso de PSIP, receptores de televisión digital muestran el canal virtual de XHDTV-DT como 49.1.
XHDTV, como un organismo de radiodifusión televisiva mexicana, no sigue el calendario estadounidense de conversión analógica a digital. Mientras que los mercados más grandes tienen un conjunto completo de señales digitales, a finales de 2009, el mercado de Tijuana, Baja California (con más de un millón de habitantes) es necesario para activar la señal digital antes de finales de 2012. Las comunidades más pequeñas pueden seguir más adelante, con la conversión que espera que concluya a nivel nacional para el 2021 (Hoy 2015).
La estación fue asignada previamente para el canal digital 53, pero un conflicto con co-canal KABC-DT y la proximidad de XHDTV a los Estados Unidos (donde se quitará el canal 53 después del apagón analógico estadounidense del 2009 para señales de alta potencia y renombrada para su uso no televisivo) resultó en el cambio.
Estaciones con licencia de México como XHDTV no forman parte de la transición a TV Digital de los Estados Unidos. México tiene un calendario diferente para su propia transición a digital, en que las señales digitales ahora se activan en una base de mercado por mercado con las difusiones simultáneas digitales para los mercados implementados primero y estaciones más grandes. Las emisiones analógicas mexicanas se esperan para después de las estaciones digitales más pequeñas iniciaran en 2021. De acuerdo con el sitio Web de XHDTV, se ha retrasado el lanzamiento de XHDTV-DT como su permiso de construcción todavía está bajo revisión con el departamento de telecomunicaciones y asuntos públicos de licencias de autoridad de radiodifusión de Gobierno de la Ciudad de México, México.
Las emisiones digitales comenzaron el 13 de julio de 2009 en un subcanal de KBNT-LD (propiedad de Entravision) canal 36, mediante un canal virtual de 36.1.
XHDTV comenzó a emitir en HDTV en 20 de enero de 2011 en el canal 47, utilizando el canal virtual 49.1. Actualmente, XHDTV ahora se emite una señal 1080i en canal virtual 49.1. En esa fecha XHDTV ya no se emite en el canal 36.13.
A partir del 13 de agosto de 2012 iniciara la transmisión del canal en español de FOX Broadcasting y RCN Colombia, MundoFOX que es el nuevo canal en español de la cadena estadounidense Fox.